# AN/ALE-40
Das Selbstschutzsystem AN/ALE-40 (JETDS-Bezeichnung) ist ein Täuschkörperwerfer für Kampfflugzeuge. Er wurde vom US-Hersteller Tracor und dem britischen Konzern BAE Systems produziert.

## Beschreibung
Das ALE-40 dient zum Ausstoßen von Chaff und Flares, um das Trägerflugzeug vor radar- und infrarotgelenkten Lenkflugkörpern zu schützen. Die Behälter mit den Täuschkörper-Kartuschen sind außen am Luftfahrzeug angebracht. Im Cockpit befinden sich Bedienelemente für die Einstellungen und die Auslösung der Anlage. Da die Kartuschen der Infrarottäuschkörper größer sind als die Düppelkartuschen, können in einem Werferbehälter (englisch Dispenser) entweder 15 Infrarottäuschkörper oder 30 Chaffkartuschen mitgeführt werden. In der Konfiguration mit zwei an einem Waffenträger angebrachten Dispensern wiegt das beladene System ca. 30 kg und weist den Luftwiderstand von zwei AIM-9 Sidewinder Lenkflugkörpern auf.
Die Produktion des ALE-40 wurde inzwischen eingestellt. Nachfolgesystem des AN/ALE-40 ist der AN/ALE-47.

## Varianten
- AN/ALE-40(V)7/8/9: Für den Einsatz mit der F-5E Tiger II wurde diese Version entworfen. Sie besteht aus zwei Werfereinheiten und ist unter dem Rumpf, hinter dem linken Hauptfahrwerkschacht zu finden.
- AN/ALE-40(V)10: Diese Version ist für den internen Einsatz auf der A-10 Thunderbolt II bestimmt.
- AN/ALE-40(V)11: Variante für die Installation auf der A-7 Corsair II.
- AN/ALE-40(N): Bei dieser Version handelt es sich um eine Modifikation für den Einsatz auf den niederländischen Maschinen vom Typ NF-5 Freedom Fighter. Es wiegt im beladenen Zustand weniger als 30 kg.

## Plattformen
- Fairchild A-10 Thunderbolt II
- Hawker-Siddeley Buccaneer S.2B
- Northrop F-5 Freedom Fighter
- GD F-16 Fighting Falcon
- General Dynamics F-111
- MDD F-4 Phantom II
- LTV A-7 Corsair II
- Hawker Siddeley Harrier
- C-130H / MC-130E/H
- Panavia Tornado
- SEPECAT Jaguar
- Lockheed F-104[3]